# Weischütz
Weischütz este o comună din landul Saxonia-Anhalt, Germania.